# Diplazium protensum
Diplazium protensum är en majbräkenväxtart som beskrevs av Eduard Rosenstock.
Diplazium protensum ingår i släktet Diplazium och familjen Athyriaceae. Inga underarter finns listade i Catalogue of Life.